# 荒川二丁目停留場
荒川二丁目停留場（日语：／ Arakawa-nichōme teiryūjo */?）是位於東京都荒川區荒川二丁目，屬於荒川線（東京櫻電）的停留場。副站名是「百合之森荒川前」（ゆいの森あらかわ前）。車站編號是SA 04。

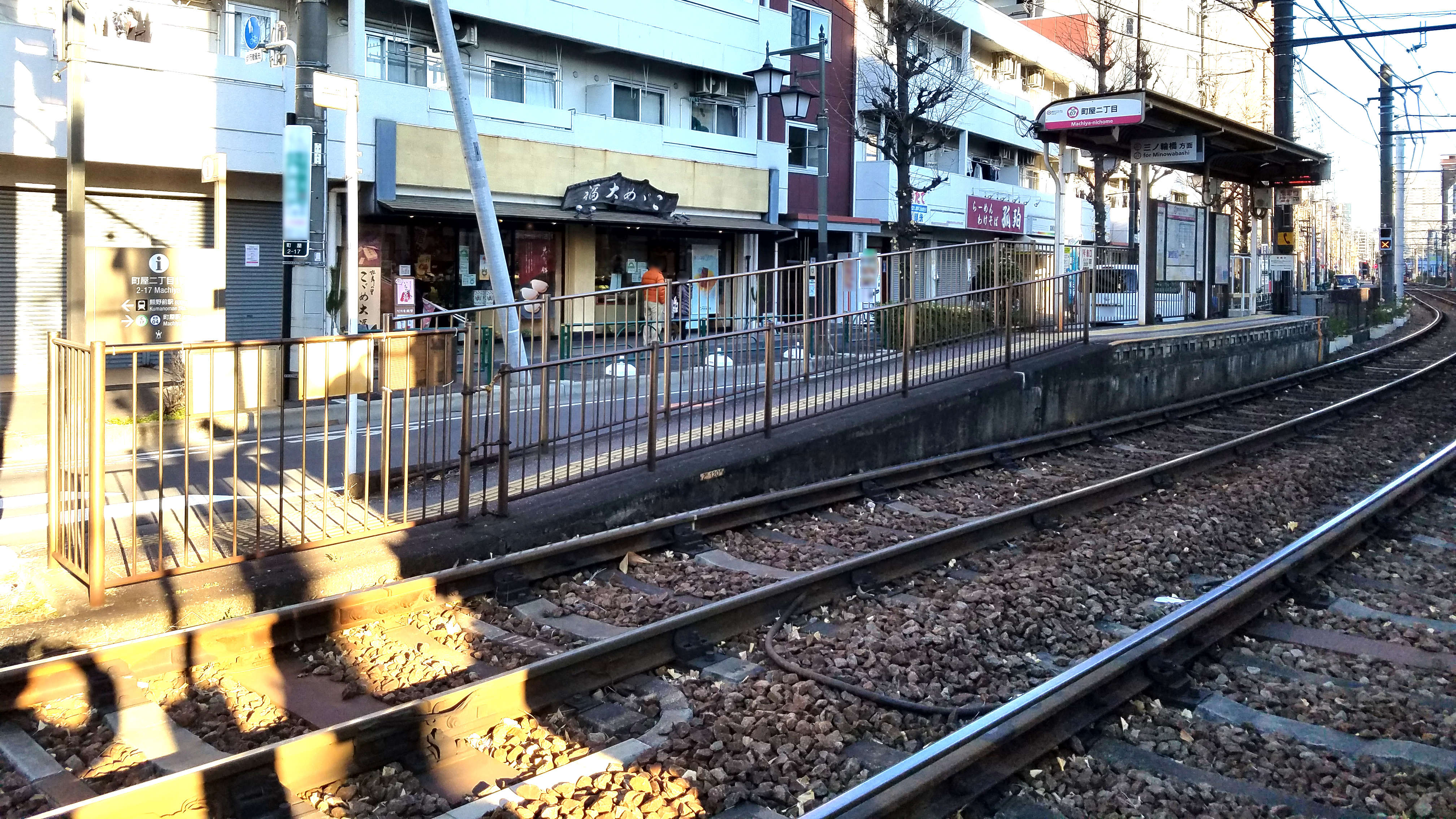
往三之輪橋方向的月台（2021年1月）

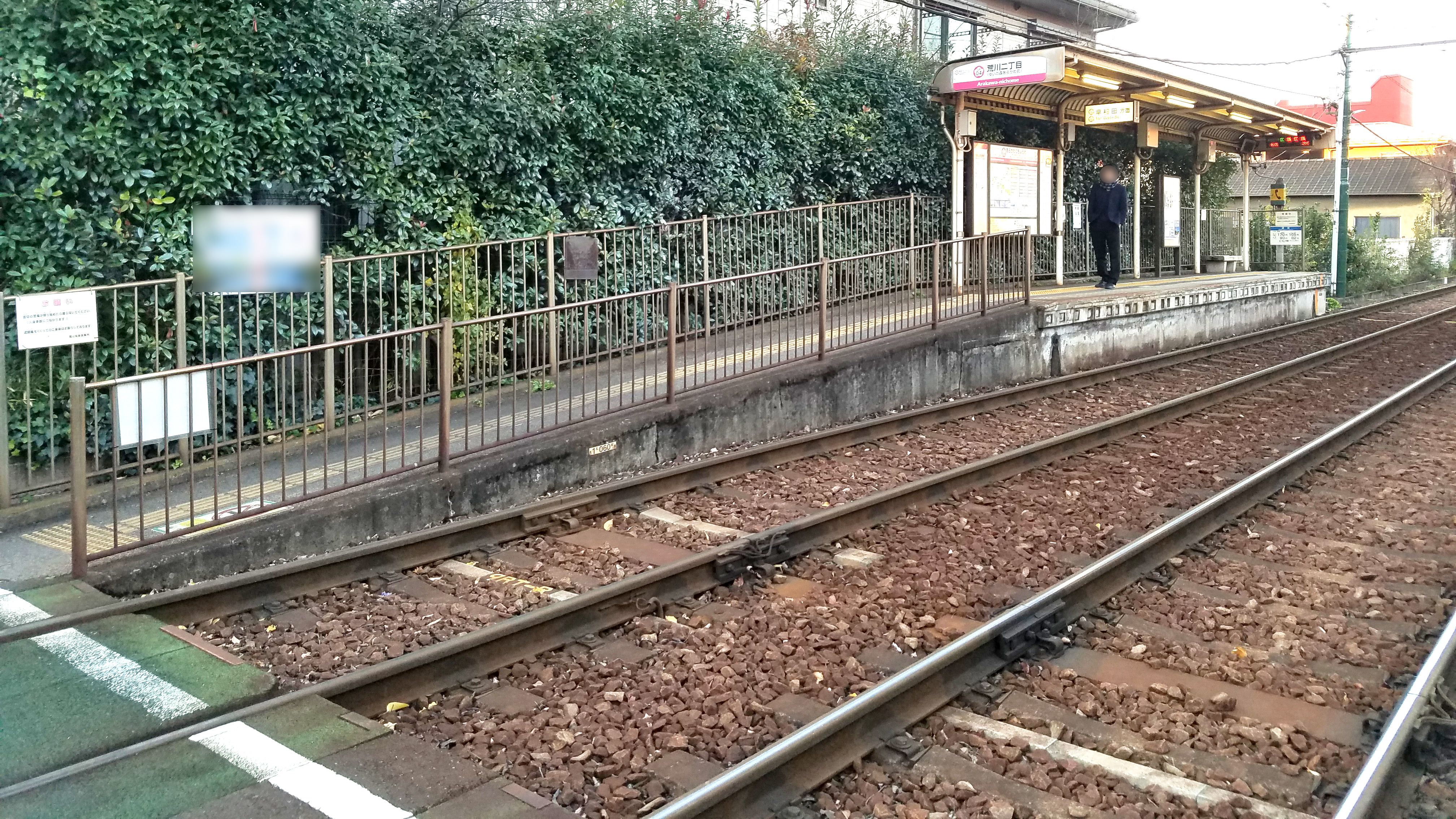
往早稻田方向的月台（2018年12月）

## 歷史
- 1913年（大正2年）4月1日：作為三河島停留場開業（與JR東日本常磐線的三河島站不同）。實施住居表示（日语：住居表示）後改名為荒川二丁目停留場。
- 2017年（平成29年）3月26日：設定副名稱「百合之森荒川前」[1]。

## 停留場構造
本站為對向式月台2面2線的地面車站。兩個月台距離較遠。
| 月台 | 路線                   | 方向 | 目的地                             |
| ---- | ---------------------- | ---- | ---------------------------------- |
| 西側 | 都電荒川線（東京櫻電） | 上行 | 町屋站前、荒川遊園地前、早稻田方向 |
| 東側 | 都電荒川線（東京櫻電） | 下行 | 三之輪橋方向                       |

## 相鄰停留場
東京都交通局
 都電荒川線（東京櫻電）
荒川七丁目（SA 05）－荒川二丁目（SA 04）－荒川區役所前（SA 03）

## 外部連結
- 荒川二丁目停留場 （页面存档备份，存于） - 東京都交通局